# Autopolis
O Autopolis é um autódromo localizado em Oita, no Japão, possui 3.022 km de extensão, foi inaugurado em 1990, em 2005 foi comprado pela Kawasaki.